# Rózsaképű galagonya
A rózsaképű galagonya (Crataegus rhipidophylla) a rózsavirágúak (Rosales) rendjébe és a rózsafélék (Rosaceae) családjába tartozó faj.

## Elterjedése
Skandinávia déli részétől nyugaton Franciaországig, keleten Ukrajnán át a Kaukázusig, délen a Balkánon át Törökországig fordul elő. Viszonylag ritka faj.
Janka Viktor a Kárpát-medencében önálló endemikus fajként írta le 1870-ben C. rosaeformis néven (Österreichische Botanische Zeitschrift 20: 250), illetve 1876-ban C. rosiformis néven (Adatok Magyarhon délkeleti flórájához, Math. és TermtudKözl. 12: 166). Ez később nem állta meg a helyét, de a tudományos névből származó magyar fajnév fennmaradt (rosiformis ~ rózsaképű).

## Megjelenése
2–4 méter magas cserje vagy kis fa. Rombusz alakú levele tagolt, a tagolatok sűrűn, élesen, aprón fűrészesek. Virágzata kopasz vagy ritkásan szőrös. Csészéi igen hosszúak, tompa csúcsúak, az álterméshez simulnak. Kifejlett áltermése ovális alakú, piros színű, 8–10 mm hosszú, egy csontárral. Faji jelzője csontáralmájára utal, az áltermés felületén a rövid, elálló szőrökkel és a hosszú, keskeny, visszahajló csészelevelekkel csipkebogyóra hasonlít.
Az egybibés galagonyához (C. monogyna) viszonyítva virágai nagyobbak, áltermései nagyobbak és színesebbek, levélzete dekoratívabb, és jobban tűri az árnyékot.